# Friedrich Ehrenreich von Ramin

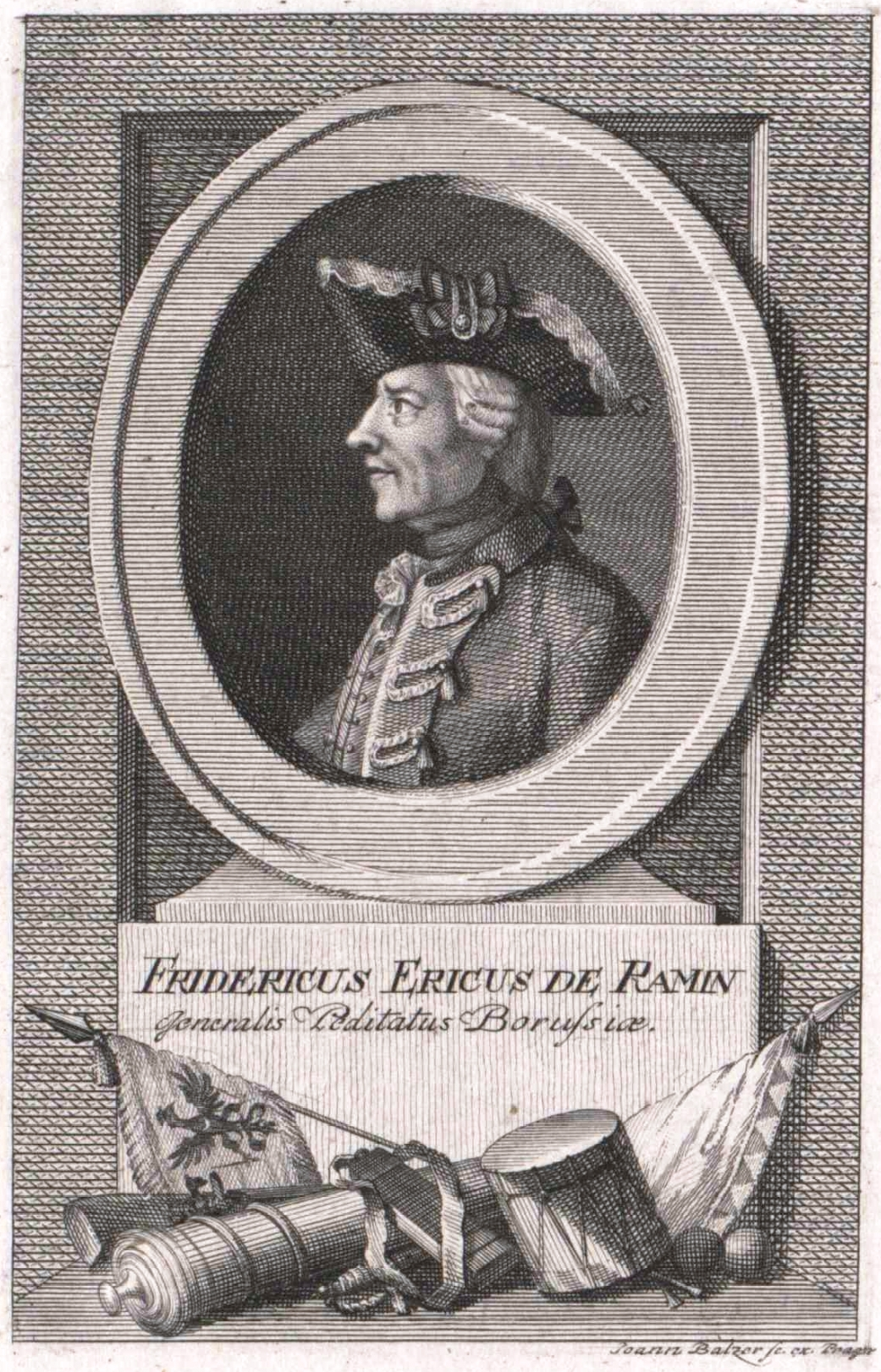
Friedrich Eric von Ramin, von Johann Balzer

Friedrich Ehrenreich von Ramin (* 9. April 1709 in Brüssow; † 2. Dezember 1782 in Berlin) war ein preußischer Generalleutnant, Generalinspekteur der Infanterie, Gouverneur der Residenzstadt Berlin und Ritter des Schwarzen Adlerordens.
Friedrich Ehrenreich von Ramin gehörte der pommerschen Uradelsfamilie von Ramin an. Seine Eltern waren Friedrich Ehrenreich von Ramin (* 1685 in Brüssow; † 1764) und Maria Elisabeth, geborene von Pfuel (* 1684; † 1754).

## Militärischer Werdegang
Im Alter von 16 Jahren trat Friedrich Ehrenreich als Gefreitenkorporal in den preußischen Militärdienst ein. „Er galt als ausgesprochener Frontsoldat von einer nicht zu übertreffenden Deutlichkeit und Grobheit.“
Friedrich Ehrenreich von Ramin wurde Offizier im Regiment von Kalckstein (Regiment zu Fuß (Nr. 25)). 1756 wurde er Bataillonskommandeur im Range eines Obristwachmeisters eines neu gebildeten Bataillons aus den Grenadierkompanien des markgräflichen und des von Kalcksteinischen Regiments. 1757 wurde er als Obristleutnant Kommandeur des von Kalcksteinschen Regimentes. 1759 Übernahm er das von Kreytzen Regiment (Regiment zu Fuß (Nr. 28)) und war bis 1760 dessen Chef. Von 1760 bis zu seinem Tode war er Chef des von kalcksteinischen Regiments (Regiment zu Fuß (Nr. 25)), es trug nunmehr den Namen Ramin Regiment. Raminschen Bataillone und Regimenter waren Infanterieeinheiten der Preußischen Armee im Siebenjährigen Krieg von 1756 bis 1763 – das Regiment zu Fuß (Nr. 28) von 1756 bis 1763 bei Schmottseiffen, Konradswalde eingesetzt und das Regiment zu Fuß (Nr. 25), welches seit 1729 in Berlin stationiert war, von 1756 bis 1763 bei Torgau, Burkersdorf. Nach dem Tode von Johann Dietrich von Hülsen (* 1693; † 1767) wurde Friedrich Ehrenreich von Ramin dessen Nachfolger als Gouverneur von Berlin und erhielt zeitgleich die Beförderung zum Generalleutnant. Das Amt des Gouverneurs von Berlin übte er bis zu seinem Tode aus, während dieser Zeit wurde unter seiner Leitung mit dem Bau der Kasernen für die sieben Infanterie-Regimenter der Garnison Berlin begonnen.
Friedrich Ehrenreich von Ramin sagt man nach, dass er nur sehr wenige Freunde innerhalb der Armee hatte, jedoch das Vertrauen seines Königs besaß und oft dessen Gast in Potsdam sein durfte. Als Zeichen dieses besonderen Vertrauens wird ein Brief des Königs, geschrieben mit einem ironischen Unterton, an seinen Generalleutnant gesehen. Mit diesem Brief bekam Friedrich Ehrenreich von Ramin im April 1773 die Dompropstei des Hochstifts Cammin seitens Friedrichs des Großen. Nach seinem Tode wurde der unverheiratete Friedrich Ehrenreich von Ramin in der Gruft der Garnisonkirche beigesetzt. Neben dem Schwarzen Adlerorden hatte König Friedrich II. ihm schon vorher, nämlich am 26. Mai 1747, als Rittmeister im Kalcksteinschen Regiment anlässlich einer Revue den Orden Pour le Mérite verliehen.